# Campeonato de Primera División 2022 (Futsal)
El Campeonato de Primera División 2022, conocido como Torneo Único 2022, es la trigésimo séptima temporada y el quincuagésimo sexto torneo de la Primera División del fútsal argentino. 
Comenzó el 18 de marzo y finalizaría en diciembre.
Los nuevos participantes son los dos equipos ascendidos de la Primera B 2021: Gimnasia y Esgrima La Plata, que volvió a 35 años de su única participación en la temporada 1986, y Atlanta, que regresó luego de 17 años.
El torneo consagró campeón por novena vez en su historia a San Lorenzo de Almagro, que venció por 3 a 1 en el tercer partido de la final a Boca Juniors, y se clasificó a la Copa Libertadores de Futsal 2023 y disputará la Supercopa Argentina 2022.

## Ascensos y descensos
| Pos. | Descendidos de la Primera División 2021 |
| ---- | --------------------------------------- |
| 9°   | Estrella de Maldonado                   |
| 10°  | Camioneros                              |

| Pos. | Ascendidos de la Primera B 2021 |
| ---- | ------------------------------- |
| 1°   | Gimnasia y Esgrima La Plata     |
| 2°   | Atlanta                         |

- De esta manera, el número de equipos participantes se mantuvo en 18.

## Sistema de disputa
El torneo se desarrolla bajo el sistema de todos contra todos a 2 ruedas. Los 8 mejores posicionados de la Tabla de posiciones clasifican a la Fase final. El último posicionado desciende a Primera B, mientras los 2 penúltimos serán relegados a los Play Out.
Fase final
Se enfrentarán a eliminación directa a 2 partidos, invirtiendo la localía. El ganador se consagrará campeón.

## Equipos participantes
| Club                                                     | Barrio / Localidad | Distrito                  |
| -------------------------------------------------------- | ------------------ | ------------------------- |
| 17 de Agosto                                             | Villa Pueyrredón   | Ciudad de Buenos Aires    |
| América del Sud                                          | Parque Avellaneda  | Ciudad de Buenos Aires    |
| Atlanta                                                  | Villa Crespo       | Ciudad de Buenos Aires    |
| Barracas Central                                         | Barracas           | Ciudad de Buenos Aires    |
| Boca Juniors                                             | La Boca            | Ciudad de Buenos Aires    |
| El Talar                                                 | Agronomía          | Ciudad de Buenos Aires    |
| Ferro Carril Oeste                                       | Caballito          | Ciudad de Buenos Aires    |
| Gimnasia y Esgrima La Plata                              | La Plata           | Ciudad de Buenos Aires    |
| Kimberley                                                | Villa Devoto       | Ciudad de Buenos Aires    |
| Pinocho                                                  | Villa Urquiza      | Ciudad de Buenos Aires    |
| San Lorenzo de Almagro                                   | Boedo              | Ciudad de Buenos Aires    |
| Banfield                                                 | Banfield           | Provincia de Buenos Aires |
| Independiente                                            | Avellaneda         | Provincia de Buenos Aires |
| Racing                                                   | Avellaneda         | Provincia de Buenos Aires |
| Sindicato de Empleados de Comercio de Lanús y Avellaneda | Avellaneda         | Provincia de Buenos Aires |
| Hebraica                                                 | Pilar              | Provincia de Buenos Aires |
| Villa La Ñata                                            | Dique Luján        | Provincia de Buenos Aires |
| Newell's Old Boys                                        | Rosario            | Provincia de Santa Fe     |

## Tabla de posiciones
| Pos. | Equipo                                                   | Pts. | J  | G  | E  | P  | GF  | GC  | DG  |
| ---- | -------------------------------------------------------- | ---- | -- | -- | -- | -- | --- | --- | --- |
| 1°   | San Lorenzo de Almagro                                   | 76   | 34 | 23 | 7  | 4  | 131 | 69  | 62  |
| 2°   | Boca Juniors                                             | 73   | 34 | 22 | 7  | 5  | 121 | 82  | 39  |
| 3°   | 17 de Agosto                                             | 65   | 34 | 20 | 5  | 9  | 111 | 80  | 31  |
| 4°   | Barracas Central                                         | 64   | 34 | 20 | 4  | 10 | 129 | 85  | 44  |
| 5°   | Gimnasia y Esgrima La Plata                              | 59   | 34 | 17 | 8  | 9  | 99  | 78  | 21  |
| 6°   | America del Sud                                          | 58   | 34 | 16 | 10 | 8  | 99  | 86  | 13  |
| 7°   | Racing                                                   | 56   | 34 | 16 | 8  | 10 | 114 | 109 | 5   |
| 8°   | Pinocho                                                  | 55   | 34 | 17 | 4  | 13 | 89  | 87  | 2   |
| 9°   | Sindicato de Empleados de Comercio de Lanús y Avellaneda | 48   | 34 | 15 | 3  | 16 | 103 | 102 | 1   |
| 10°  | Kimberley                                                | 41   | 34 | 11 | 8  | 15 | 94  | 112 | -18 |
| 11°  | Villa La Ñata                                            | 39   | 34 | 11 | 6  | 17 | 114 | 121 | -7  |
| 12°  | Heb. Argentina                                           | 39   | 34 | 11 | 6  | 17 | 95  | 110 | -15 |
| 13°  | Atlanta                                                  | 39   | 34 | 10 | 9  | 15 | 84  | 100 | -16 |
| 14°  | Ferro Carril Oeste                                       | 35   | 34 | 10 | 5  | 19 | 78  | 117 | -39 |
| 15°  | Independiente                                            | 34   | 34 | 9  | 7  | 18 | 81  | 105 | -24 |
| 16°  | Banfield                                                 | 30   | 34 | 8  | 6  | 20 | 82  | 115 | -33 |
| 17°  | El Talar                                                 | 26   | 34 | 7  | 5  | 22 | 71  | 118 | -47 |
| 18°  | Newell's Old Boys                                        | 24   | 34 | 6  | 6  | 22 | 74  | 93  | -19 |

|  | Clasifica a la Fase final. |
|  | Juega los Play Out.        |
|  | Desciende a Primera B.     |

## Resultados
| Barracas Central                                         | 2 - 2 | Newell's Old Boys           |
| Kimberley                                                | 3 - 3 | Boca Juniors                |
| Ferro Carril Oeste                                       | 3 - 4 | Heb. Argentina              |
| Sindicato de Empleados de Comercio de Lanús y Avellaneda | 2 - 1 | Atlanta                     |
| Pinocho                                                  | 1 - 4 | San Lorenzo de Almagro      |
| Racing                                                   | 1 - 2 | 17 de Agosto                |
| Banfield                                                 | 2 - 2 | Gimnasia y Esgrima La Plata |
| América del Sud                                          | 4 - 4 | Villa La Ñata               |
| Independiente                                            | 7 - 0 | El Talar                    |

|  |  |  |
|  |  |  |
|  |  |  |
|  |  |  |
|  |  |  |
|  |  |  |
|  |  |  |
|  |  |  |
|  |  |  |

|  |  |  |
|  |  |  |
|  |  |  |
|  |  |  |
|  |  |  |
|  |  |  |
|  |  |  |
|  |  |  |
|  |  |  |

|  |  |  |
|  |  |  |
|  |  |  |
|  |  |  |
|  |  |  |
|  |  |  |
|  |  |  |
|  |  |  |
|  |  |  |

|  |  |  |
|  |  |  |
|  |  |  |
|  |  |  |
|  |  |  |
|  |  |  |
|  |  |  |
|  |  |  |
|  |  |  |

| El Talar                                                 | 2 - 1 | Barracas Central            |
| Independiente                                            | 3 - 2 | Villa La Ñata               |
| América del Sud                                          | 3 - 3 | Gimnasia y Esgrima La Plata |
| Banfield                                                 | 2 - 5 | 17 de Agosto                |
| Racing                                                   | 4 - 1 | San Lorenzo de Almagro      |
| Pinocho                                                  | 3 - 2 | Atlanta                     |
| Sindicato de Empleados de Comercio de Lanús y Avellaneda | 5 - 5 | Heb. Argentina              |
| Ferro Carril Oeste                                       | 2 - 2 | Boca Juniors                |
| Kimberley                                                | 5 - 4 | Newell's Old Boys           |

## Fase final

### Cuadro de desarrollo
|  | Cuartos de final | Cuartos de final            | Cuartos de final | Cuartos de final | Cuartos de final |                        |                        | Semifinales | Semifinales | Semifinales | Semifinales | Semifinales |  |                        | Final                  | Final | Final | Final | Final |  |
|  |                  |                             |                  |                  |                  |                        |                        |             |             |             |             |             |  |                        |                        |       |       |       |       |  |
|  |                  |                             |                  |                  |                  |                        |                        |             |             |             |             |             |  |                        |                        |       |       |       |       |  |
|  | 1º               | San Lorenzo de Almagro      | 9                | 4                |                  |                        |                        |             |             |             |             |             |  |                        |                        |       |       |       |       |  |
|  | 1º               | San Lorenzo de Almagro      | 9                | 4                |                  |                        |                        |             |             |             |             |             |  |                        |                        |       |       |       |       |  |
|  | 8º               | Pinocho                     | 1                | 1                |                  |                        |                        |             |             |             |             |             |  |                        |                        |       |       |       |       |  |
|  | 8º               | Pinocho                     | 1                | 1                |                  | San Lorenzo de Almagro | San Lorenzo de Almagro | 1           | 4           | 4           |             |             |  |                        |                        |       |       |       |       |  |
|  |                  |                             |                  |                  |                  | San Lorenzo de Almagro | San Lorenzo de Almagro | 1           | 4           | 4           |             |             |  |                        |                        |       |       |       |       |  |
|  |                  |                             | Barracas Central | Barracas Central | 3                | 3                      | 2                      |             |             |             |             |             |  |                        |                        |       |       |       |       |  |
|  | 4º               | Barracas Central            | Barracas Central | Barracas Central | 3                | 3                      | 2                      | 4           | 3 (3)       | 3           |             |             |  |                        |                        |       |       |       |       |  |
|  | 4º               | Barracas Central            |                  |                  |                  |                        |                        |             |             | 3           |             |             |  |                        |                        |       |       |       |       |  |
|  | 5º               | Gimnasia y Esgrima La Plata | 3                | 3 (4)            | 1                |                        |                        |             |             |             |             |             |  |                        |                        |       |       |       |       |  |
|  | 5º               | Gimnasia y Esgrima La Plata | 3                | 3 (4)            | 1                |                        |                        |             |             |             |             |             |  | San Lorenzo de Almagro | San Lorenzo de Almagro | 5     | 2     | 3     |       |  |
|  |                  |                             |                  |                  |                  |                        |                        |             |             |             |             |             |  | San Lorenzo de Almagro | San Lorenzo de Almagro | 5     | 2     | 3     |       |  |
|  |                  |                             | Boca Juniors     | Boca Juniors     | 0                | 7                      | 1                      |             |             |             |             |             |  |                        |                        |       |       |       |       |  |
|  | 2º               | Boca Juniors                | Boca Juniors     | Boca Juniors     | 0                | 7                      | 1                      | 5           | 2           |             |             |             |  |                        |                        |       |       |       |       |  |
|  | 2º               | Boca Juniors                |                  |                  |                  |                        |                        |             |             |             |             |             |  |                        |                        |       |       |       |       |  |
|  | 7º               | Racing                      | 3                | 1                |                  |                        |                        |             |             |             |             |             |  |                        |                        |       |       |       |       |  |
|  | 7º               | Racing                      | 3                | 1                |                  | Boca Juniors           | Boca Juniors           | 8           | 2           | 1 (6)       |             |             |  |                        |                        |       |       |       |       |  |
|  |                  |                             |                  |                  |                  | Boca Juniors           | Boca Juniors           | 8           | 2           | 1 (6)       |             |             |  |                        |                        |       |       |       |       |  |
|  |                  |                             | 17 de Agosto     | 17 de Agosto     | 2                | 3                      | 1 (5)                  |             |             |             |             |             |  |                        |                        |       |       |       |       |  |
|  | 3º               | 17 de Agosto                | 17 de Agosto     | 17 de Agosto     | 2                | 3                      | 1 (5)                  | 2           | 6           |             |             |             |  |                        |                        |       |       |       |       |  |
|  | 3º               | 17 de Agosto                |                  |                  |                  |                        |                        |             |             |             |             |             |  |                        |                        |       |       |       |       |  |
|  | 6º               | América del Sud             | 0                | 2                |                  |                        |                        |             |             |             |             |             |  |                        |                        |       |       |       |       |  |
|  | 6º               | América del Sud             | 0                | 2                |                  |                        |                        |             |             |             |             |             |  |                        |                        |       |       |       |       |  |
|  |                  |                             |                  |                  |                  |                        |                        |             |             |             |             |             |  |                        |                        |       |       |       |       |  |

### Final
|                                           |
|                                           |
| Campeón San Lorenzo de Almagro 9.º título |

## Playout
| El Talar                                                                                           | 1 - 4 | Banfield |
| Banfield                                                                                           | 4 - 3 | El Talar |
| Banfield permaneció en Primera División con un global de 8 - 4. El Talar descendió a la Primera B. |       |          |